# L'Encombrant Monsieur John
Pour plus de détails, voir Fiche technique et Distribution.
L’Encombrant Monsieur John (John Goldfarb, Please Come Home!) est un film américain réalisé par J. Lee Thompson et sorti en 1965.

## Synopsis
Fawz, souverain d’un État arabe, mécontent que son fils ait été exclu du célèbre club américain de football Notre-Dame, exige que deux Américains qu’il détient prisonniers, l’aviateur John Goldfarb et la journaliste Jenny Ericson, fassent que le club universitaire de football de son pays soit le vainqueur du match qui va l’opposer au fameux club américain.

## Fiche technique
- Titre : L’Encombrant Monsieur John
- Titre original : John Goldfarb, Please Come Home!
- Réalisation : J. Lee Thompson, assisté de John Flynn et  Richard Talmadge
- Scénario : William Peter Blatty
- Musique : John Williams
- Chanson : John Goldfarb, Please Come Home!, paroles de Donald Wolf et musique de John Williams, est interprétée par Shirley MacLaine
- Direction de la photographie : Leon Shamroy
- Décors : Dale Hennesy, Jack Martin Smith
- Costumes : Adele Balkan, Edith Head, Ray Aghayan
- Montage : William B. Murphy
- Pays de production :  États-Unis
- Langue de tournage : anglais
- Production : J. Lee Thompson, Steve Parker
- Société de production : Twentieth Century Fox
- Société de distribution : Twentieth Century Fox
- Budget : 4 millions $
- Format : couleur — 2.35:1 CinemaScope — monophonique (Westrex Recording System) — 35 mm
- Genre : comédie
- Durée : 96 min
- Date de sortie : 
  - États-Unis : 24 mars 1965
- Affiches : Raymond Elseviers (Belgique), Boris Grinsson (France)

## Distribution
- Shirley MacLaine : Jenny Ericson, journaliste
- Peter Ustinov : le roi Fawz
- Richard Crenna : John Goldfarb, pilote d'aviation
- Jim Backus : Miles Whitepaper, chef du secteur du Moyen-Orient
- Scott Brady : Sakalakis, entraîneur du club Notre Dame
- Fred Clark : Heinous Overreach, chef de la CIA
- Wilfrid Hyde-White : Mustafa Guz, conseiller du roi Fawz
- Jackie Coogan : Père Ryan
- Telly Savalas : Recruteur du Harem
- Harry Morgan : Deems Sarajevo
- Irene Tsu : Femme du Harem